# Symphonie no 46 de Joseph Haydn
Pour les articles homonymes, voir Symphonie no 46.
La Symphonie no 46 en si majeur Hob. I:46, est une symphonie du compositeur autrichien Joseph Haydn, composée en 1772.

## Analyse de l'œuvre
La symphonie comporte quatre mouvements :
1. Vivace
2. Adagio
3. Menuet
4. Presto e scherzando

Durée approximative : 18 minutes

## Instrumentation
- Deux hautbois, un basson, deux cors (en si et en ré), cordes.

Cette symphonie comporte pour les cors une transposition en si bécarre alto, extrêmement rare et difficile car montant dans un registre très aigu et délicat. Les quelques autres exemples de cors en si se trouvant quasi exclusivement une octave inférieure.